# 慶和園

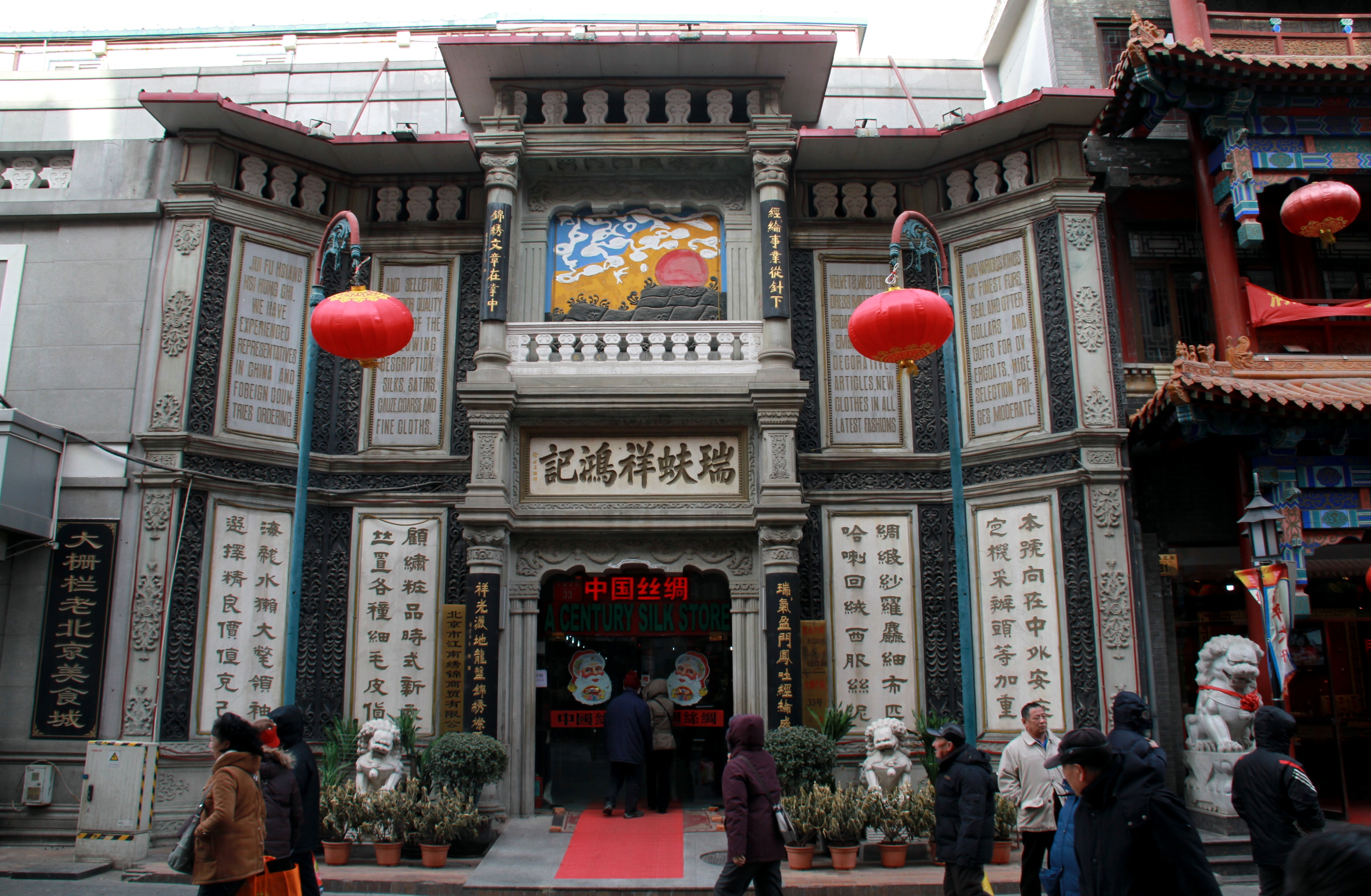
如今大栅栏街北侧的瑞蚨祥鸿记，其址便是庆和园的旧址

慶和園，位于北京市西城区大栅栏街北侧，原址在如今的瑞蚨祥鸿记绸缎庄。

## 简介
广德楼戏园的东面不远便是庆和园。
光绪三十二年四月（1896年），在正阳门外大栅栏庆和戏园附近，太监李苌材、张受山等多人执持刀械寻衅闹事，练勇局派勇前往缉拿，太监拒捕，并将队长赵云起砍伤毙命，后来捕获六人，“交刑部严刑审讯”。刑部尚书薛允升“拟援光棍例治之，而总管太监李莲英为乞恩，太后以例有‘伤人致死、按律问拟’一语，敕再议。”（光棍例是清朝有关惩治地痞流氓的律例）薛允升上疏抗辩：“李苌材等一案，既非谋故斗杀，不得援此语为符合。且我朝家法严，宦寺倍治罪。此次从严惩治，不能仰体哀矜之意，已愧于心；倘复迁就定谳，并置初奉谕旨於不顾，则负疚益深。夫立法本以惩恶，而法外亦可施仁。皇上果欲肃清辇毂，裁抑阉宦，则仍依原奏办理。若以为过严，或诛首而宥从，自在皇上权衡至当，非臣等所敢定拟也。”疏上，仍敕刑部议罪。当时，李莲英遍嘱权贵请求末减，但薛允升再度上疏：“臣等为执法之吏，不敢擅自从轻，皇上施法外之仁，原可量为末减。初奉谕旨，一发而不可收。原定罪名，一成而不可变。从犯或可稍宽，首恶断不可纵。”奏请将张受山立即处斩，李苌材则因伤人未死，量减为斩监侯。因为此案，薛允升遭到李莲英等权监的报复，后来被降职为为宗人府丞。
光绪二十六年（1900年）庚子之变。当时，义和团在北京发展很快，前门外打磨厂和大栅栏一带不少店铺的伙计都加入了义和团。义和团与“洋人”为敌，头裹黄巾、手持大刀的义和团民每天都在前门外查禁洋货。光绪二十六年五月二十日（1900年6月16日），义和团民在大栅栏街里的老德记药房发现洋药，愤怒的义和团众遂火烧老德记药房。不料这把火不但烧了老德记药房，而且将整个大栅栏街，连带观音寺、珠宝市、前门大街、前门箭楼都烧成了灰烬。
在此次火灾中，庆和园也被烧毁。庆和园的园主无力重修这座戏园，只得将地皮转让给瑞蚨祥的老板孟觐侯。瑞蚨祥的老板便在该戏园的基址上建起了一座二层小楼，即保存至今的瑞蚨祥鸿记绸缎庄。